# 上野道善
上野道善（うえの どうぜん、1939年（昭和14年） - ）は華厳宗の僧侶。2007年から2010年まで第219世東大寺別当・華厳宗管長を務めた。現在は東大寺長老で、学校法人東大寺学園前理事長。

## 略歴
1951年に「日本一健康優良児」。奈良県立奈良高等学校を経て教師を目指し龍谷大学仏教学科卒。1958年、高校卒業と共に入寺し、第205世別当・上野澄園の養子となる。大学から帰ると風呂焚きをさせられたという。
空海ゆかりの真言院住職、執事長を歴任。2004年から大仏殿院主、学校法人東大寺学園理事長。2007年から東大寺別当。2010年、北河原公敬・前理事長の別当昇格に伴い理事長再任。2006年12月から2010年12月まで奈良県教育委員長。